# Oblast autônomo

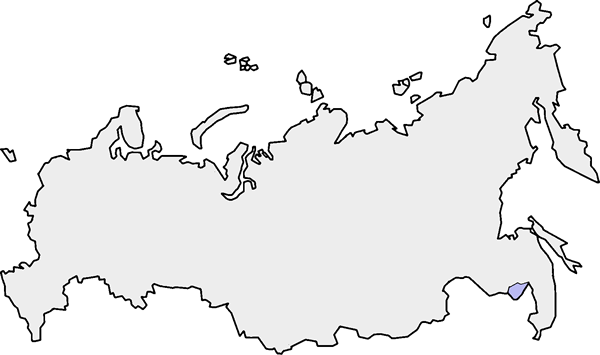
Oblast autônomo da Rússia

Um oblast autônomo(pt-BR) ou autónomo(pt-PT?) é uma região autônoma situada dentro de um Estado, ocupando o nível de província (oblast) em sua subdivisão administrativa.

## Antiga Iugoslávia
No período inicial das guerras iugoslavas, os sérvios declararam unilateralmente certas regiões como oblasts ("região" ou "distrito", tanto em sérvio quanto em bósnio e croata); estes oblasts eram chamados oficialmente Српска Аутономна Област, Srpska Autonomna Oblast (SAO, Oblast Autônomo Sérvio).
Oblast Autônomo Sérvio na Croácia:
- SAO Kninska Krajina
- SAO Krajina
- SAO da Eslavônia Oriental, Baranja e Srem Ocidental
- SAO da Eslavônia Ocidental

Oblast Autônomo Sérvio na República Srpska da Bósnia e Herzegovina:
- SAO Birac, entre 9 de novembro e 21 de novembro de 1991, quando se fundiu no SAO Romanija-Birac.
- SAO Bosanska Krajina, também chamado de Região Autônoma de Krajina (Autonomna Oblast Krajina), entre 26 de abril de 1991 e 23 de outubro de 1992.
- SAO Herzegovina
- SAO do Noroeste da Bósnia
- SAO do Norte da Bósnia
- SAO Romanija-Birac, entre 21 de setembro de 1991 e 14 de setembro de 1992. Inicialmente designava-se apenas SAO Romanija.